# Brewer
Brewer è una città di 8.987 abitanti degli Stati Uniti d'America, situata nella Contea di Penobscot nello Stato del Maine.